# Pseudolasius emeryi
Pseudolasius emeryi is een mierensoort uit de onderfamilie van de schubmieren (Formicinae). De wetenschappelijke naam van de soort is voor het eerst geldig gepubliceerd in 1915 door Auguste Forel.